# 杜せきのした
杜せきのした（もりせきのした、英語: Morisekinoshita）は、宮城県名取市の杜せきのした一丁目から五丁目までを擁する町丁かつ、名取市の地区名である。杜せきのしたの郵便番号は981-1227。名取市ホームページによると、杜せきのしたの2022年（令和4年）11月末時点での域内の人口は2911人であり、世帯数は1096人である。

## 地理
杜せきのしたは、東部で美田園と、西部、南部で増田と、北部では増田の他に下増田と接している。杜せきのした駅を中心に栄えており、住宅街や商業施設が展開し、増田や美田園と並んで名取市の中心的地域としての役割を担っている。

### 河川
- 増田川

## 沿革
- 1869年（明治元年） - 陸奥国が分割されて、磐城国の所属となる。
- 1871年（明治4年） - 仙台県の所属となる。
- 1889年（明治22年） - 増田村成立。
- 1896年（明治29年） - 増田町成立。
- 1950年（昭和30年） - 名取町成立。
- 1953年（昭和33年） - 名取市成立
- 2007年（平成19年） 
  - 杜せきのした駅設置に伴い増田字関下から分離し、名取市の杜せきのしたとなる。
  - ダイヤモンドシティ・エアリの開業
  - ダイヤモンドシティ・エアリがイオンモール名取エアリに改称
- 2011年
  - イオンモール名取エアリがイオンモール名取に改称

## 名称の由来
隣接する仙台市の雅称「杜の都」と「増田字関下」に由来するもの。

## 施設
- 七十七銀行杜せきのした支店(閖上支店)

- 東邦銀行名取支店

- ホテルルートイン名取
- イオンモール名取

## 交通

### 鉄道
- 杜せきのした駅（仙台空港鉄道仙台空港線）

### 道路

#### 高速自動車国道
- 仙台東部道路

#### 一般国道
- 国道4号

#### 主要地方道
- 宮城県道127号杉ヶ袋増田線

### バス
- なとりん号
  - まちなか循環線